# Myši v poli a jiné příběhy
Myši v poli a jiné příběhy (často nazýváno jen zkráceně Myši v poli) je studiové album pražské hudební skupiny Psí vojáci. Obsahuje třináct skladeb, autorem všech textů (a fotografie na obalu) je Filip Topol, kromě poslední písně Sou pastýři, ke které slova napsal Filipův bratr Jáchym Topol. Deska byla nahrána v červenci 1999 v brněnském studiu Audio Line a téhož roku vyšla na CD a MC. Zvukovou režii měli na starosti Vladimír Holek a Roman Jež, mastering Petr Krkavec. Na tomto albu si naposledy jako člen Psích vojáků zahrál saxofonista Jiří Jelínek.

## Seznam písní
1. Krasobruslař – 3:16
2. Tak akorát – 3:59
3. A mluvil hlas – 2:59
4. Sedmiboká – 7:25
5. Pank – Zamyšlení – 2:45
6. Heja! Heja! – 5:45
7. Prší 4 – 4:17
8. Myši v poli – 3:48
9. Malá zimní hudba: Allegro – 2:22
10. Malá zimní hudba: Andante – 1:45
11. Malá zimní hudba: Finale. Presto – 2:41
12. Představy – 1:58
13. Sou pastýři – 3:54

## Složení
- Filip Topol – piano, elektrická kytara, zpěv, texty
- David Skála – bicí nástroje, djembe
- Jiří Jelínek – saxofon, flétna
- Luděk Horký – basová kytara